# Blackburnium reichei
Blackburnium reichei är en skalbaggsart som beskrevs av Guérin-Méneville 1829. Blackburnium reichei ingår i släktet Blackburnium och familjen Bolboceratidae. Inga underarter finns listade.